# Baume de Tolu

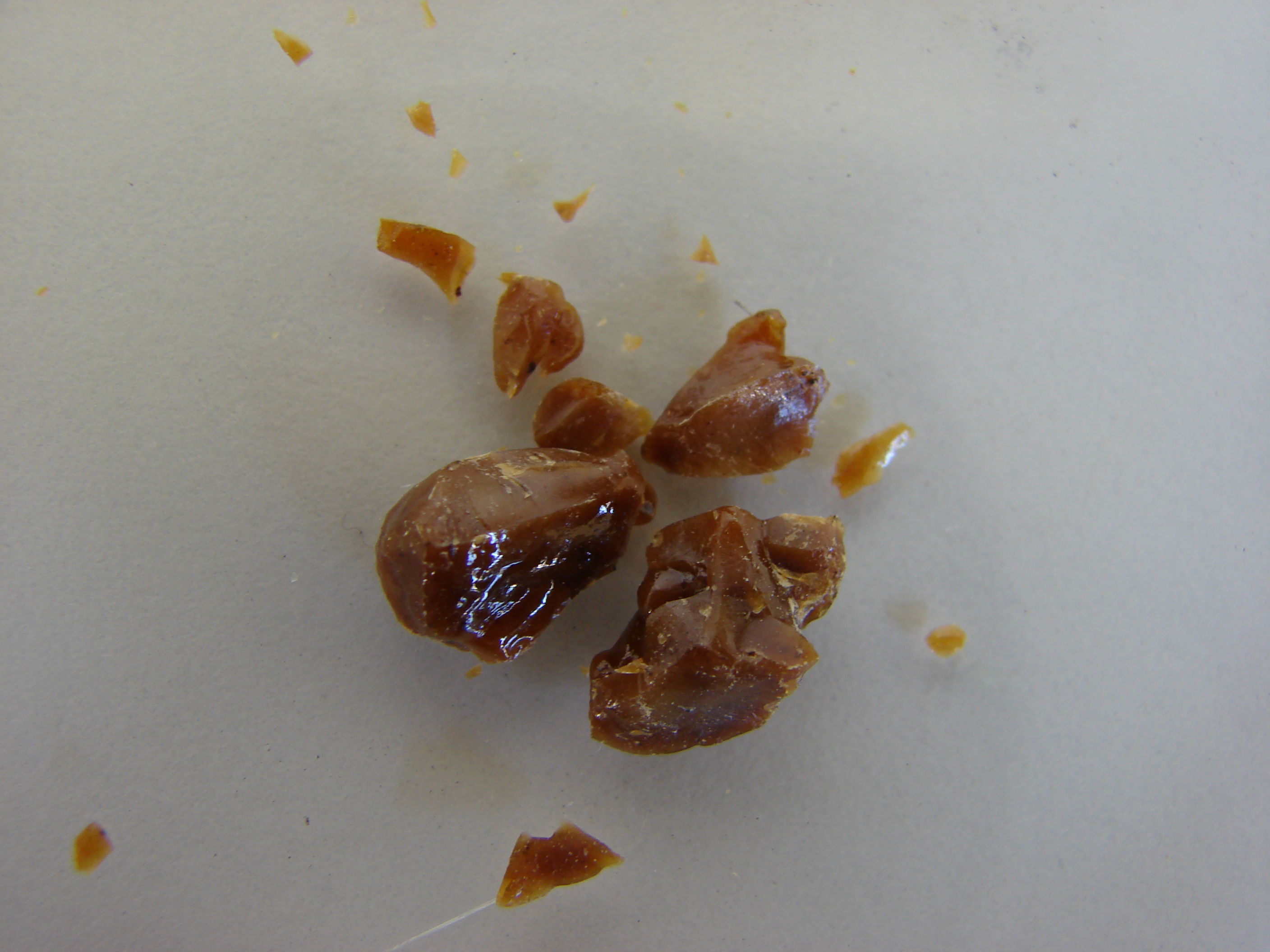
Baume de Tolu.

Le baume de Tolu, est un baume originaire d'Amérique du Sud (Colombie, Pérou, Venezuela). Il est similaire et souvent confondu avec le baume du Pérou.
Il est extrait des troncs vivants de Myroxylon balsamum var. balsamum. Le baume frais de Tolu est une masse brunâtre, collante, semi-fluide. Il devient progressivement un solide cassant, mais se ramollit à nouveau lorsqu'il est chaud . Le baume contient une quantité assez importante d'esters benzyliques et cinnamyliques des acides benzoïque et cinnamique (benzoate de benzyle, cinnamate de benzyle).

## Récolte
Le baume de Tolu est obtenu en pratiquant une incision en forme de V sur le tronc de Myroxylon balsamum var. balsamum et en y fixant une calebasse pour attraper la résine exsudée.

## Usages
La résine est encore utilisée dans certaines formules de sirop contre la toux. Cependant, son utilisation principale à l'ère moderne est la parfumerie, où elle est appréciée pour son parfum chaud, doux mais quelque peu épicé.
Le baume de Tolu est également utilisé comme remède naturel contre les éruptions cutanées.

## Histoire
En 1841, Henri Sainte-Claire Deville isole le toluène par la distillation sèche du baume de Tolu.  La résine est alors connue pour être utilisée en médecine traditionnelle par les peuples d'Amérique centrale et d'Amérique du Sud. Le baume tire son nom du fait qu'il a été expédié en Europe depuis Tolú, en Colombie. En 1753, Linné décrivit le spécimen type de Toluifera balsamum (le synonyme de Myroxylon balsamum) en utilisant un spécimen collecté dans la province de Carthagène, probablement une ville appelée Tolú, qui à l'époque était située dans la province de Carthagène, et le nomma Toluifera balsamum par rapport au lieu de collecte. Le nom de l'hydrocarbure toluène est ainsi dérivé du baume de Tolu.